# Charles-Henri Delacroix
Pour les autres membres de la famille, voir Delacroix.
Charles-Henri Delacroix (9 janvier 1779 à Paris - 30 décembre 1845 à Bordeaux), était un militaire français.

## Biographie
Novice-matelot le 14 brumaire an II dans la marine militaire, aspirant de 1re classe le 8 floréal suivant, il fit les campagnes maritimes des ans II, III et IV.
Sous-lieutenant le 19 nivôse an VII dans le 9e régiment de chasseurs à cheval qu'il rejoignit en Italie, lieutenant sur le champ de bataille le 26 thermidor suivant, il entra avec son grade le 13 nivôse an VIII dans les chasseurs à cheval de la garde des consuls, et mérita à Marengo les éloges de ses chefs.
Capitaine le 4 brumaire an IX, et membre de la Légion-d'Honneur le 25 prairial an XII, au camp de Boulogne, il fut promu aide de camp d'Eugène de Beauharnais le 17 prairial an XIII, accompagna le prince en Italie et à la Grande Armée pendant les guerres de l'an XIV à 1807, et devint officier de l'Ordre et colonel les 19 et 20 décembre de cette dernière année.
Le 20 août 1808, ayant pris le commandement du 9e régiment de chasseurs à cheval, il servit en Allemagne en 1809, et en 1812 en Russie comme aide de camp du prince vice-roi d'Italie. Blessé d'un coup de feu qui lui fracassa la cuisse droite le 22 juillet 1813, à une affaire qui eut lieu sur la Dwina (il était auprès du prince, dans une reconnaissance à Bechenkowitzka), l'Empereur, par décret du 15 août, lui décerna la croix de commandant de la Légion d'honneur ; mais les suites de sa blessure l'ayant obligé à demander à revenir en France, et se trouvant à Wilna au moment de l'évacuation de cette place par les troupes françaises, il ne put les suivre, de sorte qu'il demeura prisonnier de guerre du 10 décembre 1812 au 18 juillet 1814 (à Vilna puis à Saint-Pétersbourg).
Chevalier de Saint-Louis le 26 octobre suivant, le colonel Delacroix obtint le 10 mars 1815 le maximum de la pension de retraite de son grade avec le brevet de maréchal-de-camp honoraire. Il se retira à Bordeaux, où il réside depuis cette époque.

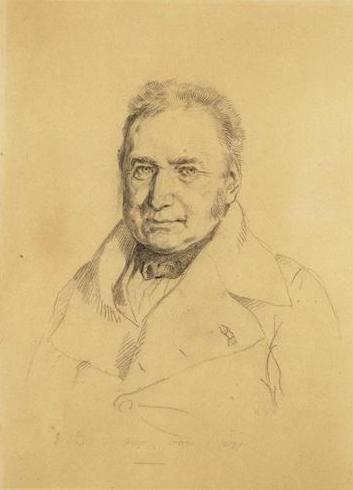
Portrait par son frère, le peintre Eugène Delacroix.

Au mois de septembre 1830, le général Delacroix eut le désir de rentrer au service, et il sollicita, avec l'appui de son frère Eugène Delacroix, le commandement d'une place forte dans le nord de la France. Mme Dal... s'occupa de cette affaire. Le général Corbineau commandait alors la division de Lille. Mais le général Delacroix échoua, et il demeura dans la retraite, à Tours.
Dans un voyage qu'Eugène fit aux Eaux-Bonnes en 1845, il ne put rejoindre son frère qui était alors à Mestras, près de Cujan. Ils se virent peu pendant le cours de leur vie ; ils s'aimaient, les liens du sang ne perdirent jamais de leur force ; mais les rapports d'esprit, d'éducation et de monde ne les réunissaient pas, et de longs intervalles s'écoulèrent sans qu'ils eussent occasion de s'écrire ou de se visiter.
Le général Delacroix est mort à Bordeaux, en 1845, à l'âge de soixante-sept ans, instituant pour son légataire universel son plus jeune frère Eugène, mais ne lui laissant presque rien. Il vivait du revenu que lui attribuaient son titre de commandeur de la Légion d'honneur, celui de baron de l'Empire, sa pension de général, enfin d'une autre pension que lui faisait la maison de S. A. le prince Eugène ; et tout cela devait s'éteindre avec lui.

## Titres
- Baron Delacroix et de l'Empire (décret du 15 août 1809, lettres patentes du 17 mai 1810 (Gand)).

## Décorations
- Légion d'honneur :
  - Légionnaire (25 prairial an XII : 14 juin 1804), puis,
  - Officier (19 décembre 1807), puis,
  - Commandant de la Légion d'honneur (15 août 1812) ;
- Ordre royal et militaire de Saint-Louis :
  - Chevalier de Saint-Louis (26 octobre 1814) ;
- Chevalier de l'Ordre de la Couronne de Fer.

## Vie familiale
Fils aîné de Charles-François Delacroix (1741 ✝ 1805) et de Victoire Œben (1758 ✝ 1814), Charles-Henri resta célibataire et n'eut pas de postérité.

## Armoiries
| Figure | Blasonnement |
|        | Armes du baron Delacroix et de l'Empire D'azur à la cotte d'armes d'argent chargée d'une croix fourchue de gueules et accompagnée de trois étoiles d'or deux en chef et une en pointe ; franc quartier des barons tirés de l'armée. Livrées : bleu, blanc, jaune, rouge. |